# Alfredo Donnarumma
Alfredo Donnarumma, född 30 november 1990 i Torre Annunziata, är en italiensk fotbollsspelare som spelar för Ternana. 

## Karriär
Den 11 augusti 2021 lånades Donnarumma ut av Brescia till Ternana på ett säsongslån och därefter med en tvingande köpoption.